# Paramecera
Paramecera är ett släkte av fjärilar. Paramecera ingår i familjen praktfjärilar.
Kladogram enligt Catalogue of Life:
| Paramecera | \| \| Paramecera epinephele \| \| \| \| \| \| Paramecera xicaque \| \| \| \| |
|            | \| \| Paramecera epinephele \| \| \| \| \| \| Paramecera xicaque \| \| \| \| |
|            | Paramecera epinephele                                                        |
|            |                                                                              |
|            | Paramecera xicaque                                                           |
|            |                                                                              |